# Efeito Auréola
O efeito auréola (ou "halo effect", em inglês) é "o nome dado ao fenômeno pelo qual os avaliadores tendem a ser influenciados por seus julgamentos anteriores de desempenho ou personalidade". Por exemplo, nos processos de avaliação de desempenho o efeito auréola é a interferência causada devido à simpatia que o avaliador tem pela pessoa que está sendo avaliada.
Em 1920, Edward L. Thorndike descreveu o que designou por "efeito auréola", ou seja, criada uma primeira impressão global sobre uma pessoa, temos a tendência para captar as características que vão confirmar essa mesma impressão. A primeira impressão vai afetar as nossas avaliações em relação à pessoa observada. Por exemplo, o chefe considera um funcionário competente por nunca chegar atrasado.
Um exemplo simplificado do efeito auréola é quando uma pessoa, depois de perceber que um indivíduo em uma fotografia é atraente, bem arrumado e devidamente vestido, assume que a pessoa na fotografia é uma boa pessoa com base nas regras de seu próprio conceito social. Esse erro constante de julgamento reflete as preferências, preconceitos, ideologia, aspirações e percepção social do indivíduo.

## Psicologia
O efeito auréola é uma distorção de percepção (ou viés cognitivo) que afeta a maneira como as pessoas interpretam as informações sobre alguém com quem formaram uma gestalt positiva. Um exemplo do efeito auréola é quando uma pessoa descobre que alguém com quem formou uma gestalt positiva sonegou seus impostos. Por causa da gestalt positiva, a pessoa pode descartar o significado desse comportamento. Eles podem até pensar que a pessoa simplesmente cometeu um erro. A pessoa justificaria o comportamento e o conectaria com a gestalt positiva da outra pessoa. O efeito auréola refere-se à tendência de avaliar um indivíduo positivamente em muitas características por causa de uma crença compartilhada.
É um tipo de discrepância de julgamento imediato, ou viés cognitivo, no qual uma pessoa que faz uma avaliação inicial de outra pessoa, lugar ou coisa assumirá informações ambíguas com base em  informações concretas. O efeito auréola é uma avaliação por um indivíduo e pode afetar a percepção de uma decisão, ação, ideia, negócio, pessoa, grupo, entidade ou outro sempre que dados concretos são generalizados ou influenciam informações ambíguas.
O efeito auréola também pode ser explicado como o comportamento (geralmente inconsciente) de usar avaliações baseadas em critérios não relacionados, para fazer julgamentos sobre algo ou alguém. O efeito auréola às vezes é usado para se referir especificamente a quando esse comportamento tem uma correlação positiva, como ver alguém que é atraente como provável de ser bem-sucedido e popular. Quando esse julgamento tem uma conotação negativa, como quando alguém pouco atraente é mais facilmente culpado por um crime do que alguém atraente, às vezes é chamado de "horn effect" ("efeito chifre", em português).

## Marketing
O termo efeito auréola é usado no marketing para explicar o viés do consumidor em relação a certos produtos devido à experiência favorável com outros produtos fabricados pela mesma empresa. É usado na parte do marketing de marca chamada "extensões de linha". Um efeito auréola comum é quando as características positivas percebidas de um determinado item se estendem a uma marca mais ampla. Um exemplo notável é a maneira pela qual a popularidade do iPod da Apple gerou entusiasmo pelos outros produtos da corporação. A publicidade geralmente faz uso de programas de televisão, filmes e aqueles que os estrelam, para promover produtos por meio do efeito auréola.
Na indústria automotiva, modelos de luxo exóticos e de produção limitada ou carros esportivos de baixo volume feitos por equipes de corrida, automobilismo ou modificação interna de um fabricante às vezes são chamados de "carros auréola" pelo efeito que se destinam a produzir na venda de outros veículos dentro da marca. Para contrastar com a terminologia automotiva "carro-chefe" ou "modelo principal".
Um efeito auréola em relação à saúde, apelidado de "halo de saúde", é usado no marketing de alimentos para aumentar as vendas de um produto; pode resultar no aumento do consumo do produto auréola, mesmo que esse produto seja prejudicial à saúde.
O termo "efeito auréola" também foi aplicado a organizações de direitos humanos que usaram seu status para se afastar de seus objetivos declarados. O cientista político Gerald M. Steinberg afirmou que  as organizações não governamentais (ONGs) tiram proveito do efeito auréola e recebem "o status de vigilantes morais imparciais" pelos governos e pela mídia.
A Casa Ronald McDonald, uma ONG amplamente conhecida, celebra abertamente os resultados positivos que recebe do efeito auréola. A página da web da Ronald McDonald House em Durham, Carolina do Norte, afirma que 95% dos participantes da pesquisa conheciam a Ronald McDonald House Charities. Essa consciência é atribuída ao efeito auréola, pois funcionários, clientes e partes interessadas têm maior probabilidade de se envolver em uma instituição de caridade que reconhecem e confiam, com um nome e logotipo familiares.
O efeito auréola de uma marca pode proteger sua reputação em caso de crise. Um evento prejudicial para uma marca que é vista favoravelmente não seria tão ameaçador ou prejudicial para uma marca que os consumidores veem desfavoravelmente.

## Efeito "halo reverso"
O efeito auréola reverso ocorre quando avaliações positivas de um indivíduo causam consequências negativas. Os erros do avaliador representam problemas especiais para as questões de "confiabilidade e validade". Além disso, as classificações que diferem no tempo podem refletir com precisão uma mudança de comportamento, embora essa diferença demonstre uma falta artificial de confiabilidade. Um estudo de acompanhamento com homens e mulheres participantes apoiou isso, além de mostrar que se esperava que mulheres atraentes fossem vaidosas e tivessem um status socioeconômico mais alto. Eagly et al. (1991) também comentaram sobre esse fenômeno, mostrando que indivíduos mais atraentes de ambos os sexos deveriam ser mais vaidosos e possivelmente egoístas. Exemplos aplicados do efeito auréola reverso incluem avaliações negativas de criminosos que usam sua atratividade a seu favor e classificação de um ensaio filosófico mais baixo quando escrito por uma jovem do que por um homem velho.

## Efeito chifre ("horn effect")
Uma forma negativa do efeito auréola, chamada de efeito chifre, efeito diabo ou efeito auréola reverso, permite que uma característica ou aspecto desagradável de uma pessoa ou produto influencie negativamente globalmente. Os psicólogos chamam isso de "ponto cego do viés" ("bias blind spot"): "Os indivíduos acreditam que os traços (negativos) estão interconectados." devido a uma primeira impressão negativa. The Guardian escreveu sobre o efeito chifre em relação a Hugo Chávez: "Alguns líderes podem se tornar tão demonizados que é impossível avaliar suas conquistas e fracassos de maneira equilibrada." Para aqueles vistos sob uma luz negativa, qualquer coisa que eles façam que seja negativa é exemplificada, enquanto as coisas positivas que eles fazem não são vistas ou são postas em dúvida.

## Edward L. Thorndike
Edward Lee Thorndike, nasceu em 1874 na cidade de Williamsburg, Massachusetts, nos Estados Unidos e era filho de um ministro metodista em Lowell, Massachusetts. Ele cresceu numa época em que a psicologia científica estava se estabelecendo em instituições acadêmicas. Durante sua vida universitária, quando se formou na Universidade de Wesleyan em 1895, ele se interessou pelo campo da psicologia, matriculando-se na Universidade de Harvard em 1896. As grandes contribuições dele para psicologia educacional no início de sua carreira estão em grande parte nos métodos que ele inventou para testar e medir a inteligência de crianças e a habilidade delas para aprender. Esses estudos no entanto, foram interrompidos por falta de condições de trabalho, e ele passou a desenvolver projetos que procuravam investigar a aprendizagem em animais, realizados durante o curso em Harvard. Por motivos pessoais Thorndike não completou a graduação tendo se transferido para a Universidade de Columbia, onde se tornou PhD em 1898.
Cinco anos antes da divulgação na imprensa da expressão reflexo condicionado, proposta pelo fisiologista Ivan Pavlov, Thorndike publicou nos Estados Unidos sua importante monografia de doutorado intitulada "Inteligência Animal: Um Estudo Experimental dos Processos Associativos em Animais". Este estudo foi importante porque introduziu o método experimental na investigação do comportamento animal. Para isso Thorndike inventou a caixa-problema, onde eram presos gatos famintos, e ele procurou observar como eles se comportavam para fugirem da caixa e comerem o alimento que era colocado próximo à mesma. Com essa experiência Thorndike conseguiu mostrar que a concepção de aprendizagem (formação de conexões estímulo-resposta) está sujeita a três leis principais, sendo as mais importantes: lei do efeito e a lei do exercício. Thorndike estabelece, com a lei dos efeitos as bases para o behaviorismo de Skinner. Antes, entretanto, de ser integrado ao paradigma comportamentalista, Thorndike foi muito criticado por defender que as sensações agradáveis e desagradáveis que um sujeito sente ao responder um estímulo funcionam como elemento de fixação de respostas. Em 1899, Thorndike voltou a se interessar pela área de Psicologia Educacional, mas depois de um ano de emprego infeliz na Faculdade para Mulheres em Cleveland, Ohio, ele se tornou um professor em psicologia na Faculdade de Pedagogia da Universidade de Columbia, onde permaneceu durante o resto de toda sua vida profissional, pesquisando e lecionando sobre aprendizagem humana. As investigações pioneiras de Edward L. Throndike nos campos da aprendizagem humana estão entre as mais influentes na história de Psicologia. Em 1912, ele foi reconhecido por suas pesquisas, sendo eleito como o presidente da Associação Psicológica americana. Em 1934, a Associação americana para o Avanço de Ciência elegeu-o como o único cientista social desta organização profissional. Thorndike se aposentou em 1939, mas trabalhou ativamente até 1949, quando faleceu.

## As primeiras impressões importam
Thorndike investigou esse fenômeno em 1920. Muito resumidamente, concluiu que "depois de criada uma primeira impressão global sobre uma pessoa, temos a tendência para captar as características que vão confirmar essa mesma impressão". Trabalhos de investigação posteriores sobre esse fenômeno revelaram que somos altamente influenciáveis pelas primeiras impressões, isso quer dizer que, se temos uma boa primeira impressão sobre alguém, muito dificilmente no futuro a veremos de maneira negativa. Um exemplo disso é que, se avaliarmos uma pessoa como sincera em uma primeira impressão, temos tendência a lhe associar outras características positivas, como simpatia.

## O efeito auréola no mundo empresarial
O efeito auréola tem se tornado um modelo de negócios e, como tal, se tornou bem conhecido no mundo empresarial. O reconhecimento de que o efeito auréola exerce uma forte influência nos negócios é relativamente recente. Em 2002, Melvin Scorcher e James Brant trataram do assunto na Harvard Business Review, escrevendo que comprovaram que os CEO's, presidentes, vice-presidentes executivos e outros profissionais em cargos de alta direção costumam tomar decisões sobre candidatos baseadas em informações distorcidas e frequentemente caem no efeito auréola, supervalorizando algumas características e desvalorizando outras. Em outras áreas de negócios isto também acontece. Scorcher e Brant citam que o efeito auréola pode ser usado propositalmente, como acontece na indústria automobilística, com os carros halo, modelos com características especiais que ajudam a vender outros da mesma série. Nos processos de avaliação de desempenho também existe, frequentemente, a interferência do efeito de halo uma vez que a percepção que o avaliador tem sobre o avaliado pode afetar o resultado final da avaliação. Se a percepção for boa, a avaliação do desempenho provavelmente será mais alta do que caso a percepção fosse má.
Os especialistas de marketing tiram vantagens do efeito de halo para vender produtos e serviços. Utilizam associações a marcas ou nomes bem conhecidos, para que seus produtos tenham uma boa primeira impressão. Quando uma "celebridade" fala sobre determinado produto, de uma determinada marca, as nossas avaliações relativamente positivas sobre à celebridade podem refletir nas percepções sobre o produto e nos levar a comprar, ou pelo menos nos informarmos melhor sobre.
Em “The Halo Effect... and the Eight Other Business Delusions that Deceive Managers” (publicado no Brasil pela Editora Globo com o nome de “Derrubando Mitos”), Phil Rosenzweig defende que muito da imagem que temos do desempenho de uma empresa é provocado pelo efeito auréola: quando uma empresa vai bem, tendemos a achar que é por sua estratégia brilhante, um CEO visionário, empregados motivados e cultura organizacional vibrante; quando há crises, a estratégia era equivocada, o CEO era arrogante, as pessoas eram acomodadas e a cultura, pesada; quando a performance cai, temos a tendência a achar que a estratégia estava equivocada, o CEO tornou-se arrogante, as pessoas ficaram preguiçosas e a cultura, pesada demais.